# História dos Países Baixos
´

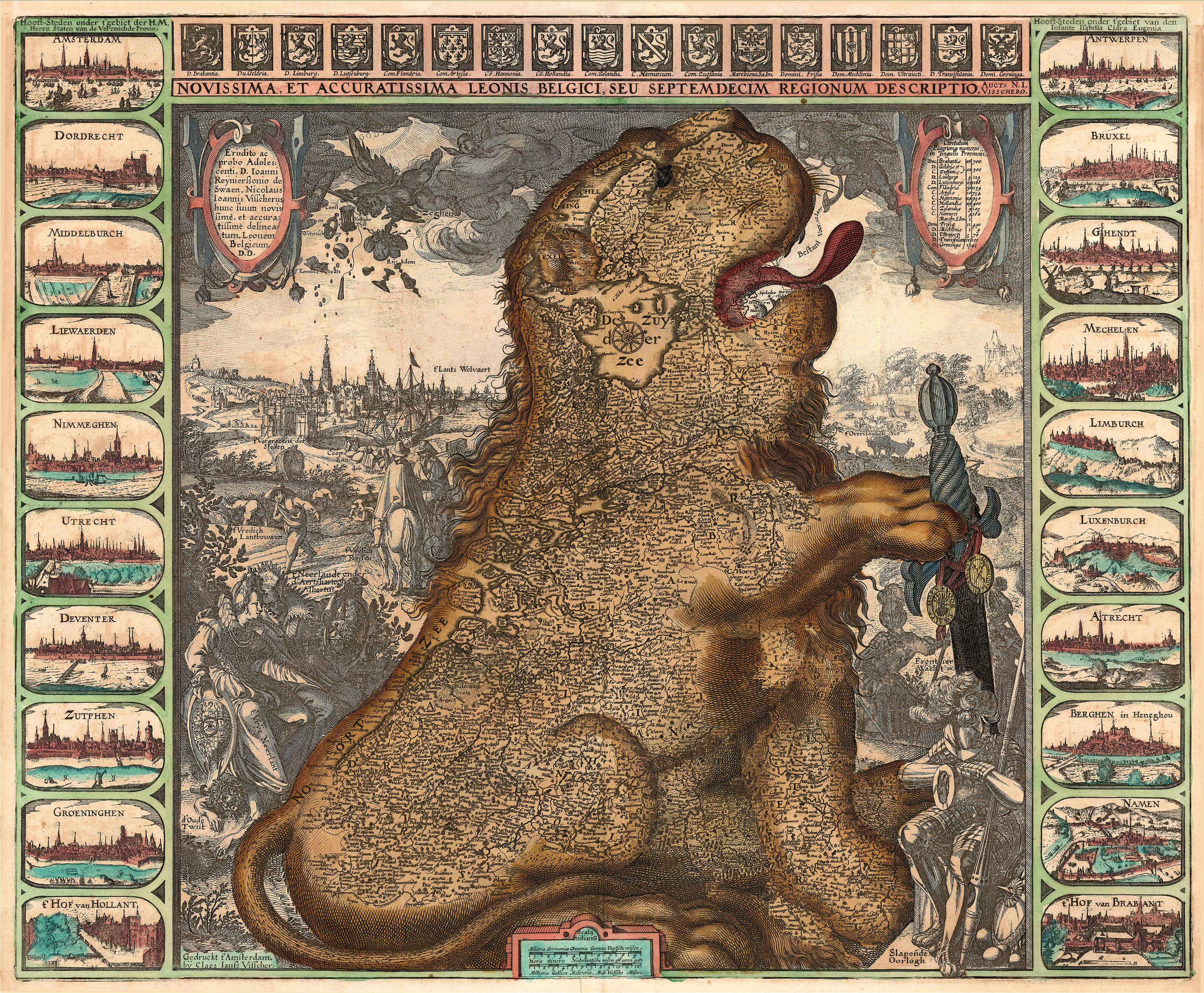
Leão neerlandês, representando a região dos Países Baixos em forma de um leão, por Claes Janszoon Visscher (1609)

A história dos Países Baixos teve início no período pré-histórico, tendo o território neerlandês sido habitado desde o Paleolítico. O período histórico tem início com o Império Romano, quando partes ao sul do rio Reno foram incluídas na província Gália Belga, e posteriormente na província Germânia Inferior. Nesta época o país era habitado por várias tribos germânicas, e o sul por celtas, que mesclaram-se aos recém chegados durante a peregrinação dos povos que sucedeu à queda do Império Romano.
No período medieval, a região dos Países Baixos (incluindo a Bélgica) consistia em vários condados, ducados e dioceses pertencentes ao Ducado da Borgonha e ao Sacro Império Romano. No século XVI, foram unificados em um só estado regido pela Casa de Habsburgo. A Contra-Reforma que sucedeu ao êxito do calvinismo nos Países Baixos, e os intentos de centralizar o governo e de reprimir a diversidade religiosa, resultaram em uma revolta contra Filipe II de Espanha. A  independência foi declarada, em 26 de julho de 1581, e finalmente reconhecida depois da Guerra dos Oitenta Anos (1568-1648). Os anos da guerra também marcaram o início do Século de Ouro dos Países Baixos, um período de grande prosperidade comercial e cultural, que abrigou aproximadamente o século XVII.
Em torno de 1600, os Países Baixos eram considerados um país, mas foi somente em 1648 com o Tratado de Münster que os neerlandeses e espanhóis firmaram formalmente a paz.
Depois da ocupação francesa no início do século XIX, os Países Baixos passaram a ser uma monarquia, governada pela Casa de Orange. Entretanto, após um período conservador, fortes sentimentos liberais não puderam ser mais ignorados, e o país passou a ser uma democracia parlamentar com uma monarquia constitucional em 1848. Permaneceu assim desde então, com uma breve interrupção durante a ocupação pela Alemanha Nazista.

## Pré-História

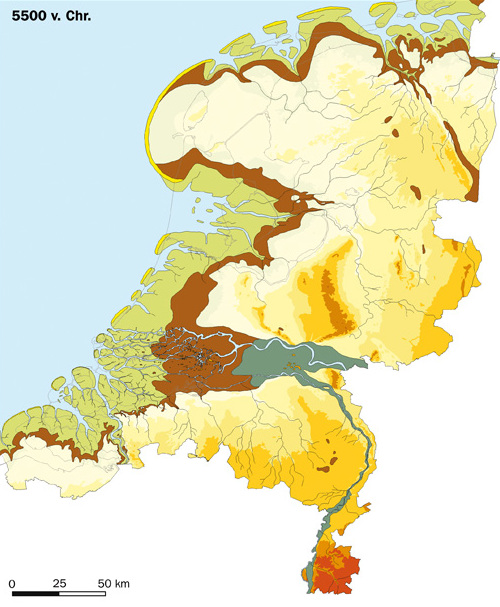
Os Países Baixos ao redor de 5500 a.C.

Os Países Baixos são habitados desde a última era do gelo; os mais antigos artefactos achados são da glaciação Riss. Durante a última era do gelo, o país possuía um clima de tundra com vegetação muito escassa. Seus primeiros habitantes foram caçadores-recolectores. Ao final da era do gelo, a área foi habitada por vários grupos paleolíticos. Um grupo fabricou canoas (Pesse, ao redor de 6500 a.C.) e ao redor de 8000 a.C., uma tribo mesolítica residiu perto de Bergumermeer (Frísia).
A agricultura foi introduzida nos Países Baixos em torno do ano 5000 a.C., através da cultura de cerâmica linear (provavelmente camponeses provenientes da Europa Central), mas  foi só praticada no planalto Loess do extremo sul do país (Limburgo do Sul). Os conhecimentos desta cultura não foram utilizados para construir fazendas no resto dos Países Baixos devido a falta de animais domésticos e de ferramentas.
Após os primeiros camponeses abandonarem os Países Baixos ao redor de 4500 a.C., só ficaram caçadores e recolectores (com um assentamento em Swifterband ao redor de 4300 a.C. como excepção), como os caçadores da cultura vlaardinga (ao redor de 2600 a.C.).
Mais tarde, os primeiros restos notáveis da pré-história neerlandesa foram erigidos: os dólmens, grandes tumbas monumentais de pedra. Eles foram encontrados na província de Drente, e foram provavelmente construídos por camponeses da
cultura Funnelbeaker entre 4100 e 3200 a.C.
Por volta de 2950 a.C. ocorre uma transição da cultura camponesa Funnelbeaker para a cultura pastoralista da cerâmica cordada. Esta nova cultura evoluiu para a influente  vaso campaniforme.
A primeira evidência do uso de rodas provém de por volta de 2400 a.C. Esta cultura também experimentou com cobre, do qual alguma evidência (bigornas de pedra, facas de cobre, pontas de lanças de cobre) foi encontrada no parque de Veluwe. Cada achado de cobre demonstra que havia comércio com outros "países", devido ao facto do mineral cobre não ser encontrado no sólo neerlandês.
A Idade do Bronze iniciou-se em torno de 2000 a.C. As ferramentas de bronze na tumba do "ferreiro de Wageningen" ilustram sua busca por conhecimento. Após este achado, mais objetos da Idade do Bronze foram encontrados. Os diversos achados de objectos raros como miçangas de cobre em um colar em Drente, sugerem Drente como o centro de comércio dos Países Baixos na Idade do Bronze.
A Idade do Ferro trouxe riquezas aos Países Baixos, porque o mineral ferro encontrava-se tanto no Norte (moeras ijzererts) como no Centro ("bolas" naturais com ferro nelas, em Veluwe) assim como no Sul (ferro vermelho perto dos rios em Brabante). Os ferreiros podiam viajar de pequenos assentamento para pequeno assentamento com bronze e ferro, fabricando ferramentas a pedido, como facas, lanças, pontas de flecha, espadas, etc. Há inclusive evidência do uso de "damast" forjado; uma técnica avançada para forjar o metal (espadas) com a vantagem do ferro flexível com a força do aço.
A riqueza dos Países Baixos na Idade do Ferro é comprovada na "Tumba do rei em Oss" (de por volta de 500 a.C.), onde um rei foi enterrado com uma espada de ferro com inlay de ouro e coral. Ele foi enterrado no maior monte funerário da Europa Ocidental, que tinha 52 m de largura.

## Sacro Império Romano-Germânico

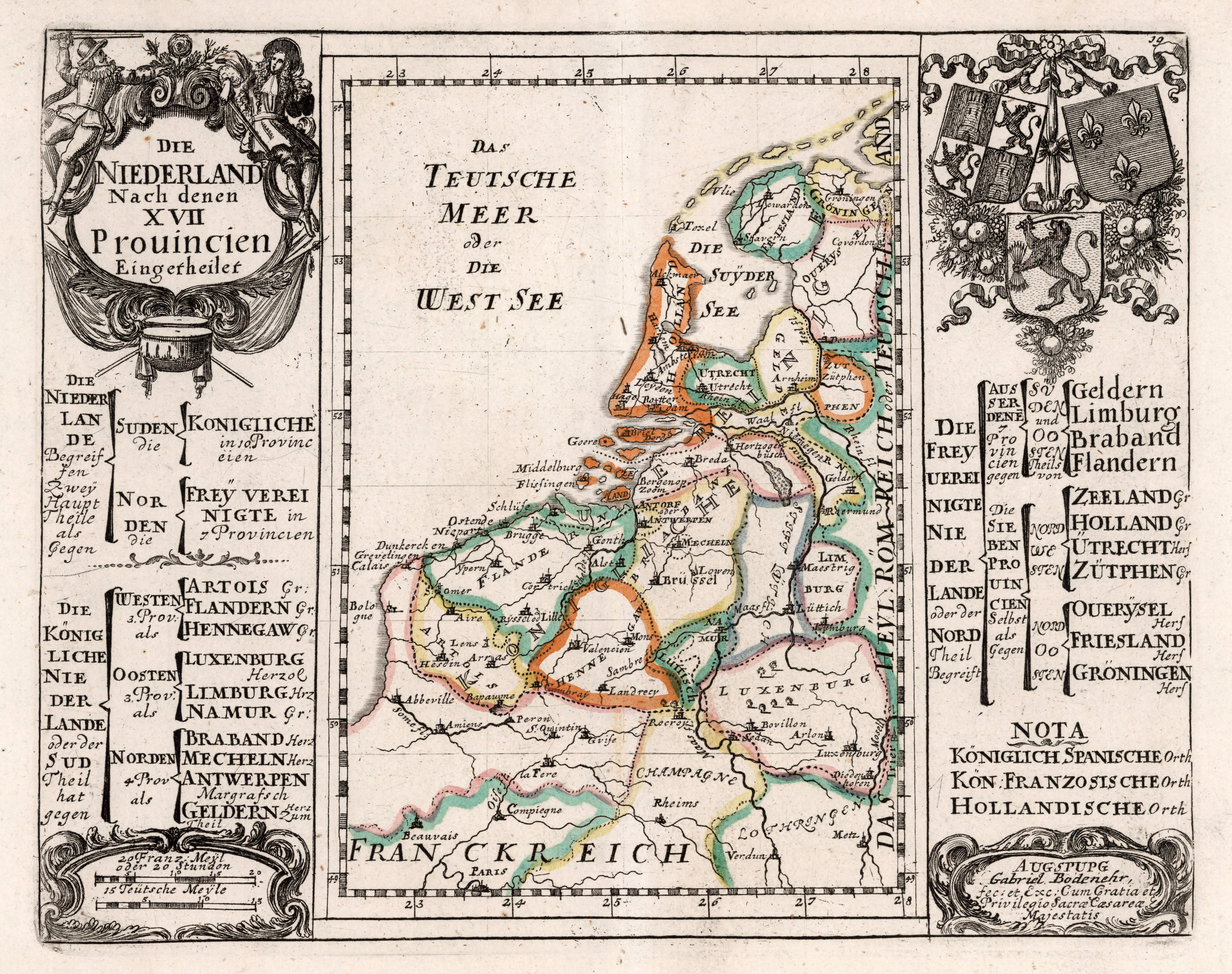
Dezessete Províncias por Gabriel Bodenehr

As invasões normandas do século IX e as divisões territoriais enfraquecem o país. Constituem-se então numerosos principados feudais. Enquanto novas terras são conquistadas nos mares, as cidades desenvolvem-se notavelmente, situadas na convergência das rotas terrestres, fluviais e marítimas, enriquecem-se com o comércio dos tecidos, a indústria alimentar e a metalurgia. Ao mesmo tempo, as cidades arrancam aos senhores cartas que lhes permitem administrar a si próprias, mas as divisões sociais aparecem logo, opondo os patrícios urbanos e o povo. Estes tumultos provocam a aliança do patriciado com o rei da França, a vitória de Carlos V, Sacro Imperador Romano sobre as milícias comuns em Rozebeke consagra o recuo do movimento de emancipação urbana. Em 1369, o conde da Flandres Luís II, dá a mão da sua filha Margarida ao duque da Borgonha, Filipe, o Audaz. Este casamento faz da Flandres o primeiro principado dos Países Baixos; no reinado de Filipe, o Bom, a administração é centralizada através da criação de um grande conselho, de duas câmaras de contas e de um tribunal de justiça na Holanda.
A maior parte dos pequenos estados que existiam na região onde são atualmente a Holanda e a Bélgica foram finalmente unidos pelo duque da Borgonha em 1433. A filha herdeira de Carlos, Maria de Borgonha, desposa em 1477 Maximiliano da Áustria e os Países Baixos passam a fazer parte dos domínios dos Habsburgo.
No reinado de Carlos V, Sacro Imperador Romano e rei de Espanha, a região era parte das Dezessete Províncias dos Países Baixos, abrangendo a maior parte do que hoje é a Bélgica. Simultaneamente, o pais tem uma forte expansão económica. Paralelamente às correntes comerciais e intelectuais, as ideias da Reforma difundem-se largamente favorecidas pela tolerância da governante dos Países Baixos, Margarida de Áustria. O problema da liberdade religiosa vai estar, a par do reflexo contra o absolutismo de Filipe II.

## A Idade de Ouro Neerlandesa

O quadro A Ronda Nocturna, por Rembrandt.

Ainda que o novo Estado exercesse autonomia apenas sobre as províncias do norte, a República das Sete Províncias Unidas dos Países Baixos desenvolveu-se e tornou-se uma das mais importantes potências navais e econômicas do século XVII. Neste período, conhecido como a sua Idade de Ouro, os Países Baixos estenderam suas redes comerciais por todo o planeta, estabelecendo colônias em lugares tão distantes quanto Java e o nordeste brasileiro (Brasil neerlandês).
A Primeira Guerra Anglo-Neerlandesa (1652 a 1654) terminou com o Tratado de Westminster, mantendo em vigor a Lei da Navegação de 1651. A Segunda Guerra Anglo-Neerlandesa começou em 1665 quando os ingleses declararam guerra - de facto, eles já tinham atacado os Novos Países Baixos – e durou até 1667 quando os holandeses destruíram grande parte da frota inglesa no rio Tâmisa. Este incidente levou ao Tratado de Breda, que terminou com estes conflitos.

## Período Franco-Batavo
Os Países Baixos meridionais regressam ao domínio da Espanha depois da morte da infanta Isabel. Após a Guerra da Sucessão de Espanha, voltam ao domínio da Áustria, no século XVIII, enquanto os soberanos tentam promover a prosperidade dos Países Baixos do Sul. As reformas mal-sucedidas de José II e as medidas visando a reduzir a autonomia das províncias provocam tumultos. Uma insurreição armada expulsa os Austríacos do país. Nas Províncias Unidas, o resultado das ideias democráticas e o resultado desastroso da Quarta Guerra Anglo-Neerlandesa terminam com os tumultos revolucionários de 1786. Obrigado a evadir-se, Guilherme IV é restaurado no poder graças à ajuda estrangeira. Muitos patriotas refugiam-se em França. A intervenção da Áustria a favor de Luís XVI arrasta os Países Baixos para a guerra contra a Convenção.
Em 1795, as Províncias Unidas tornam-se na República Batava (Bataafse Republiek, em neerlandês), enquanto os Países Baixos meridionais são organizados em departamentos franceses. Napoleão I dita uma Constituição em 1805, depois transforma a República Batava em Reino da Holanda, em proveito do seu irmão Luís.
Em 1810, Luís, que coloca os seus interesses antes dos do seu irmão, perde o seu reino, que passa a estar sob administração directa dos franceses.

## Reino Unido dos Países Baixos

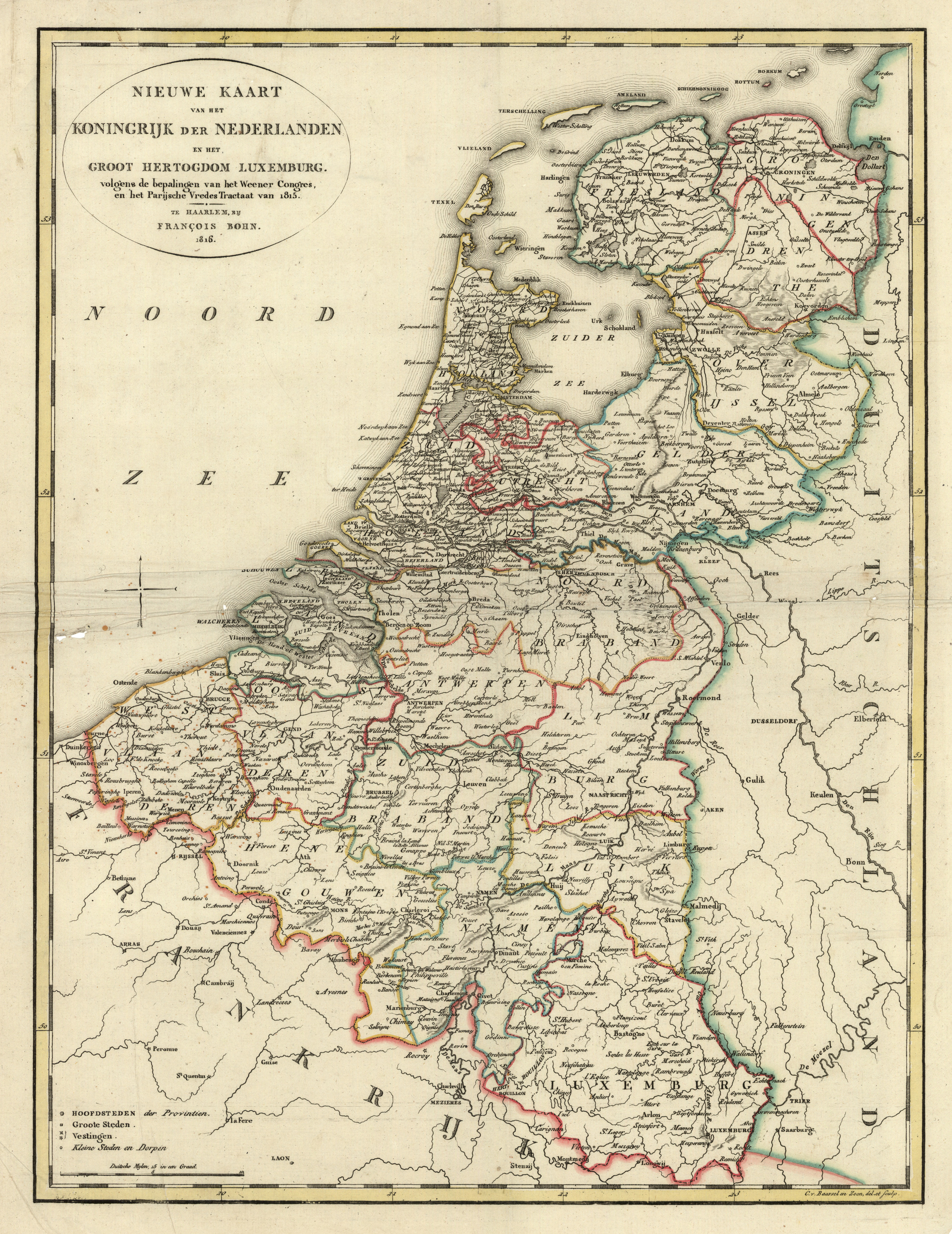
Nieuwe Kaart van het Koningrijk der Nederlanden en het Groot Hertogdom Luxemburg, 1815

Em 1815, o Congresso de Viena decidiu reunir a Bélgica e a Holanda num único reino. O novo território foi intitulado Reino dos Países Baixos e governado pelo rei Guilherme I. A Bélgica, no entanto, conseguiu a sua independência em 1830 e o Luxemburgo, que seguia regras sucessórias distintas, seguiu seu próprio caminho após a morte do rei Guilherme III.
Esta independência reduziu o Reino dos Países Baixos praticamente aos limites das Províncias Unidas. O rei Guilherme I encorajou a indústria do pais e presidiu à reinstalação dos neerlandeses na Indonésia. Em 1848, Guilherme II promulgou uma constituição que estabelece um modo de escrutínio censitário para as duas câmaras. Em 1849, Guilherme III ascendeu ao poder e nomeou, como chefe de governo, o liberal Thorbecke, que domina a vida política até à sua morte. A reconstituição da hierarquia da sua Igreja permitiu aos católicos exercer uma influência política, aliados aos liberais e depois aos calvinistas antirrevolucionários. No fim do século XIX, os Países Baixos recuperam uma posição comercial de primeiro plano. O resultado económico foi favorecido pelo livre-comércio, instaurado em 1862. Sob a influência dos liberais, uma importante legislação social foi aplicada de 1867 a 1901, enquanto se desenvolve um poderoso sindicalismo. Em 1894, Troelstra fundou o Partido Social-Democrata dos Trabalhadores.
Em 1890, Guilhermina, de dez anos, sucedeu ao seu pai, Guilherme III, e reinou sob regência da sua mãe Ema até a sua coração em 1898. O excessivo parcelamento dos partidos levou a rainha a formar um único governo, extraparlamentar. As Instituições políticas foram democratizadas: sufrágio universal, sufrágio feminino. O princípio da igualdade entre o ensino do Estado e ensino privado foi igualmente adoptado. A coligação cristã manteve-se no poder até à ruptura das relações diplomáticas com o Vaticano.

## Idade Contemporânea

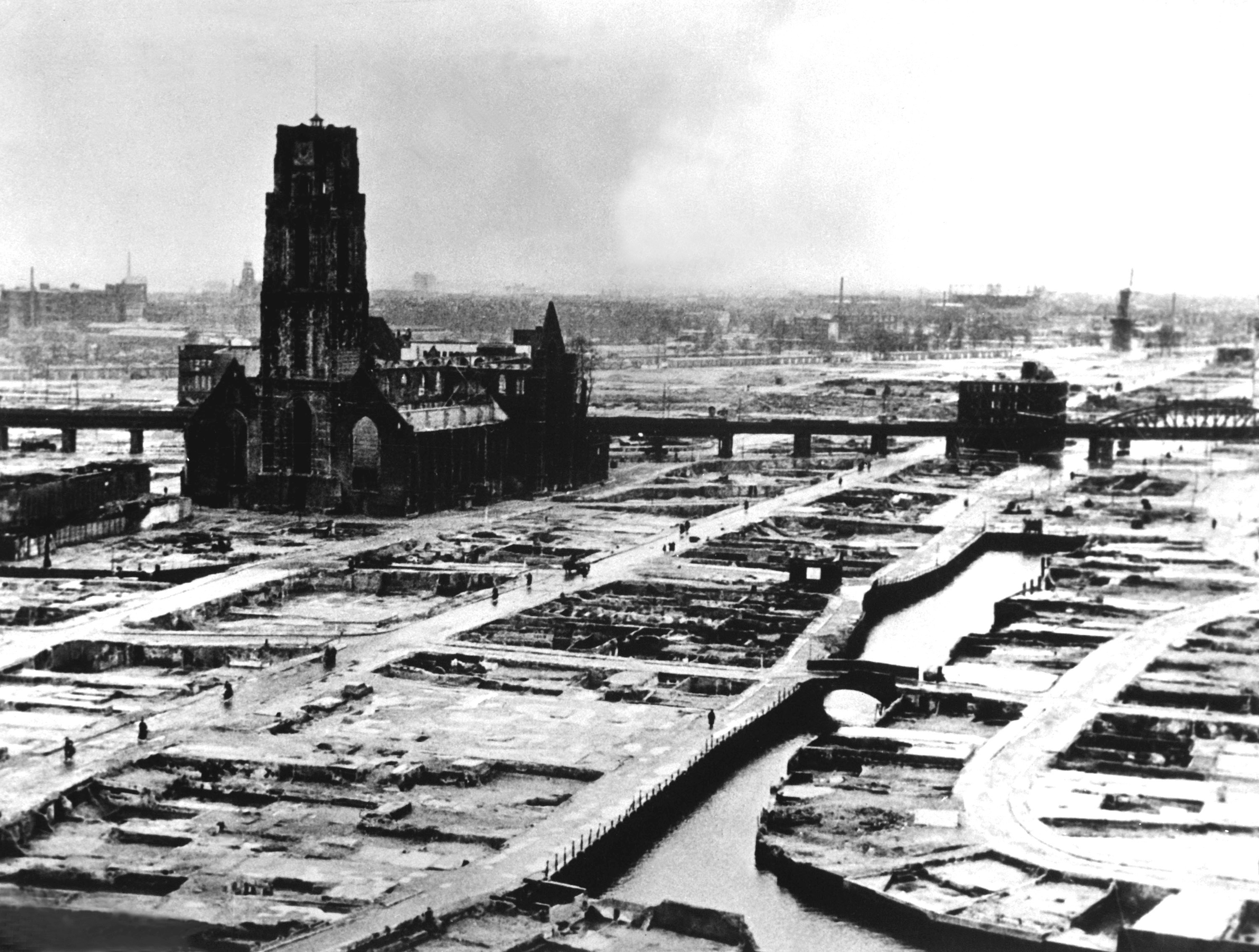
Vista da cidade de Roterdão após o bombardeio da Alemanha nazista durante a 2ª Guerra

Neutra na Primeira Guerra Mundial, a vida política neerlandesa é marcada pela crise económica mundial de 1926 a 1939, e pelos progressos do nacionalismo na Indonésia. Em 1940, o reino é invadido pelos alemães, a rainha e o governo refugiam-se em Inglaterra, onde continuam a guerra, os Países Baixos sofrem, até 1945, uma penosa ocupação.
No pós-guerra, a economia reergueu-se, e o país ingressou em organizações como o Benelux, a Comunidade Económica Europeia e a Organização do Tratado do Atlântico Norte.
Em 1948, a rainha Wilhelmina abdica a favor da sua filha, a rainha Juliana, confrontados com a desintegração do seu império colonial, os Países Baixos procuram com seus vizinhos uma cooperação económica. A vida política é marcada, após a libertação, pela alternância no poder do partido do trabalho e do partido popular católico, as duas principais formações políticas do país. De 1973 a 1977, um governo dirigido pelo socialista Joop Den Uyl enfrenta os efeitos do embargo petrolífero enquanto que o Iraque nacionaliza os bens neerlandeses da Shell. Em 1980, a rainha Juliana abdica em favor da sua filha Beatriz. Em 1982, o novo líder democrata-cristão Ruud Lubbers forma um governo centro-direita.
Em 1986, é reconduzido nas suas funções de chefia de uma coligação idêntica. Mas, a partir de 1989, mantém-se  no poder apoiando-se   numa nova coligação governamental, em que os socialistas substituem os liberais.
Sediando, em Maastricht, a assinatura do Tratado da União Europeia, o país foi um de seus membros fundadores, e aderiu ao Euro em 1999, com as moedas e cédulas circulando a partir de 2002.
A 28 de janeiro de 2013 a rainha Beatriz anunciou a sua intenção de abdicar voluntariamente ao trono sendo sucedida, e de acordo com a constituição, em 30 de abril de 2013 pelo seu filho Guilherme Alexandre dos Países Baixos o atual rei.